# 萨达县
薩達縣（阿拉伯语：‎），是葉門薩達省的一個縣。根據葉門官方所做的人口調查數據顯示，截至2003年，薩達縣的人口為58,695人。該縣面積為27平方公里。海拔高度為1879公尺。